# Ел Ујед
Ел Ујед (берб. Suf — река), Суф или Ујед Суф је главни град алжирске покрајине Ел Ујед. Како је већина кровова направљена у виду купола, насеље је познато и под називом „Град хиљаду купола”.
Ел Ујед се налази 400 km југоисточно од Алжира (главног града истоимене државе), на граници са Тунисом. Град броји 134.699 становника према попису из 2008. године. Будући да је град 1998. године бројао 105.256 становника, природни прираштај је позитиван, са 2,5%.

## Историја
У 11. веку, Фатимиди су послали војску из савеза Бану Хилал у Триполитанију, Тунис и покрајину Константин против династије Зирид.

## Култура
Сматра се да становници града припадају племену Теруд (арпаски: بنو طرود). Међутим, вероватније је да су савремени Суфији потомци изворних становника оаза.

## Географија

### Клима
У Ел Уједу влада пустињска клима, са врло топлим летима и благим зимама. Киша је спорадична и нема је много, док су лета веома сува.
| Клима El Oued               | Клима El Oued | Клима El Oued | Клима El Oued | Клима El Oued | Клима El Oued | Клима El Oued | Клима El Oued | Клима El Oued | Клима El Oued | Клима El Oued | Клима El Oued | Клима El Oued | Клима El Oued |
| Показатељ \ Месец           | .Јан.         | .Феб.         | .Мар.         | .Апр.         | .Мај.         | .Јун.         | .Јул.         | .Авг.         | .Сеп.         | .Окт.         | .Нов.         | .Дец.         | .Год.         |
| --------------------------- | ------------- | ------------- | ------------- | ------------- | ------------- | ------------- | ------------- | ------------- | ------------- | ------------- | ------------- | ------------- | ------------- |
| Апсолутни максимум, °C (°F) | 27,6 (81,7)   | 35,5 (95,9)   | 40,0 (104)    | 40,0 (104)    | 45,2 (113,4)  | 48,7 (119,7)  | 49,7 (121,5)  | 49,0 (120,2)  | 46,0 (114,8)  | 41,0 (105,8)  | 32,0 (89,6)   | 28,2 (82,8)   | 49,7 (121,5)  |
| Максимум, °C (°F)           | 16,9 (62,4)   | 19,6 (67,3)   | 22,5 (72,5)   | 26,8 (80,2)   | 31,7 (89,1)   | 37,4 (99,3)   | 40,1 (104,2)  | 39,8 (103,6)  | 34,9 (94,8)   | 28,3 (82,9)   | 21,8 (71,2)   | 17,3 (63,1)   | 28,09 (82,55) |
| Просек, °C (°F)             | 11,0 (51,8)   | 13,4 (56,1)   | 16,1 (61)     | 20,1 (68,2)   | 24,7 (76,5)   | 29,8 (85,6)   | 32,5 (90,5)   | 32,4 (90,3)   | 28,2 (82,8)   | 22,0 (71,6)   | 15,7 (60,3)   | 11,5 (52,7)   | 21,45 (70,62) |
| Минимум, °C (°F)            | 5,1 (41,2)    | 7,1 (44,8)    | 9,6 (49,3)    | 13,3 (55,9)   | 17,7 (63,9)   | 22,2 (72)     | 24,7 (76,5)   | 24,8 (76,6)   | 21,5 (70,7)   | 15,6 (60,1)   | 9,6 (49,3)    | 5,4 (41,7)    | 14,72 (58,5)  |
| Апсолутни минимум, °C (°F)  | −2,0 (28,4)   | −2,0 (28,4)   | −5,4 (22,3)   | 4,8 (40,6)    | 5,0 (41)      | 9,0 (48,2)    | 17,2 (63)     | 14,5 (58,1)   | 13,0 (55,4)   | 2,1 (35,8)    | 0,0 (32)      | −2,2 (28)     | −5,4 (22,3)   |
| Количина падавина, mm (in)  | 10,7 (0,421)  | 9,3 (0,366)   | 9,9 (0,39)    | 7,0 (0,276)   | 5,6 (0,22)    | 2,0 (0,079)   | 0,1 (0,004)   | 1,1 (0,043)   | 5,3 (0,209)   | 7,8 (0,307)   | 9,4 (0,37)    | 7,0 (0,276)   | 75,2 (2,961)  |
| Релативна влажност, %       | 64,7          | 54,1          | 47,0          | 43,7          | 38,1          | 33,2          | 30,4          | 34,6          | 46,5          | 52,9          | 58,8          | 64,8          | 47,4          |
| Извор #1: NOAA (1965-1990)  |               |               |               |               |               |               |               |               |               |               |               |               |               |
| Извор #2: climatebase.ru    |               |               |               |               |               |               |               |               |               |               |               |               |               |

## Промет саобраћаја
Ауто-пут N16 повезује Ел Ујед са Тугуртом на северозападу и Тебесом на североистоку. Ауто-пут N48 повезује Ел Ујед са градом Стил на северу, из које се други ауто-пут N3 може користити како би се дошло до Бискре.
Ел Ујед се налази око 20 километара јужно од аеродром Гомар.

## Образовање
Око 7,4% становништва поседује високо образовање, a 17,5% имају средње образовање. Укупна стопа писмености је 86,1%, што је друга највећа стопа у провинцији и она износи 91,2% међу мушкарцима и 80,6% међу женама.

## Локалитети
У комуни Ел Ујед се налази шест локалитета:
- Ел Ујед
- Махда
- Легтоута
- Кераима
- Ом Сахауин
- Мих Бахи Суд